# Cónsul designado
Un cónsul designado (latín: consul designatus) es un ciudadano de la Antigua Roma elegido o propuesto para el más alto cargo político electo de la República romana, o para un alto cargo del Imperio, pero que por alguna razón no entraron en funciones al principio del año, ya fuera por muerte, desgracia o debido a cambios en la administración imperial.

## Historia
Desde 368 a. C. era requisito que uno de ellos tuviera que ser de ascendencia plebeya. Aunque todavía no poseía potestas (autoridad) ni imperium (poder ejecutivo) oficiales, el cónsul designado ya gozaba de cierto prestigio y sus palabras eran escuchadas con más atención en el Senado romano.
El cargo, desde el 153 a. C. era elegido por las comitia centuriata como cónsul ordinario (consul ordinarius), para empezar al año siguiente. El que no hubiera tomado posesión de su cargo, en un régimen formal como el romano, hacía que el cónsul designado no tuviera, oficialmente, ningún poder particular. Sin embargo, de hecho, su opinión influía en las decisiones. Tenía más prestigio que un cónsul sufecto, en parte porque el año era nombrado por los cónsules ordinarios.
Incluso en la época republicana no era infrecuente que el cónsul designado asumiera el mando de un ejército: En 216 a. C., Lucio Postumio Albino, cónsul designado, también debido a la muerte del cónsul Lucio Emilio Paulo, asumió el mando de dos legiones en la batalla de Cannas y recibió el encargo de llevar a cabo una expedición punitiva contra los galos boyos, aunque fue derrotado y muerto en la batalla de la Selva Litana.
Cicerón pidió la opinión de Décimo Junio Silano, que era un cónsul designado para el año siguiente (62 a. C.), sobre la importante decisión del castigo a infligir a los seguidores de Catilina.
Especialmente en época imperial se hizo común indicar el nombre del cónsul designado, abreviado con una d.